# Heterixalus carbonei
Heterixalus carbonei är en groddjursart som beskrevs av Vences, Glaw, Jesu och Giovanni Schimmenti 2000. Heterixalus carbonei ingår i släktet Heterixalus och familjen gräsgrodor. IUCN kategoriserar arten globalt som nära hotad. Inga underarter finns listade i Catalogue of Life.